# Renazzo
Renazzo è la frazione più popolosa del comune di Cento, in provincia di Ferrara.

## Storia

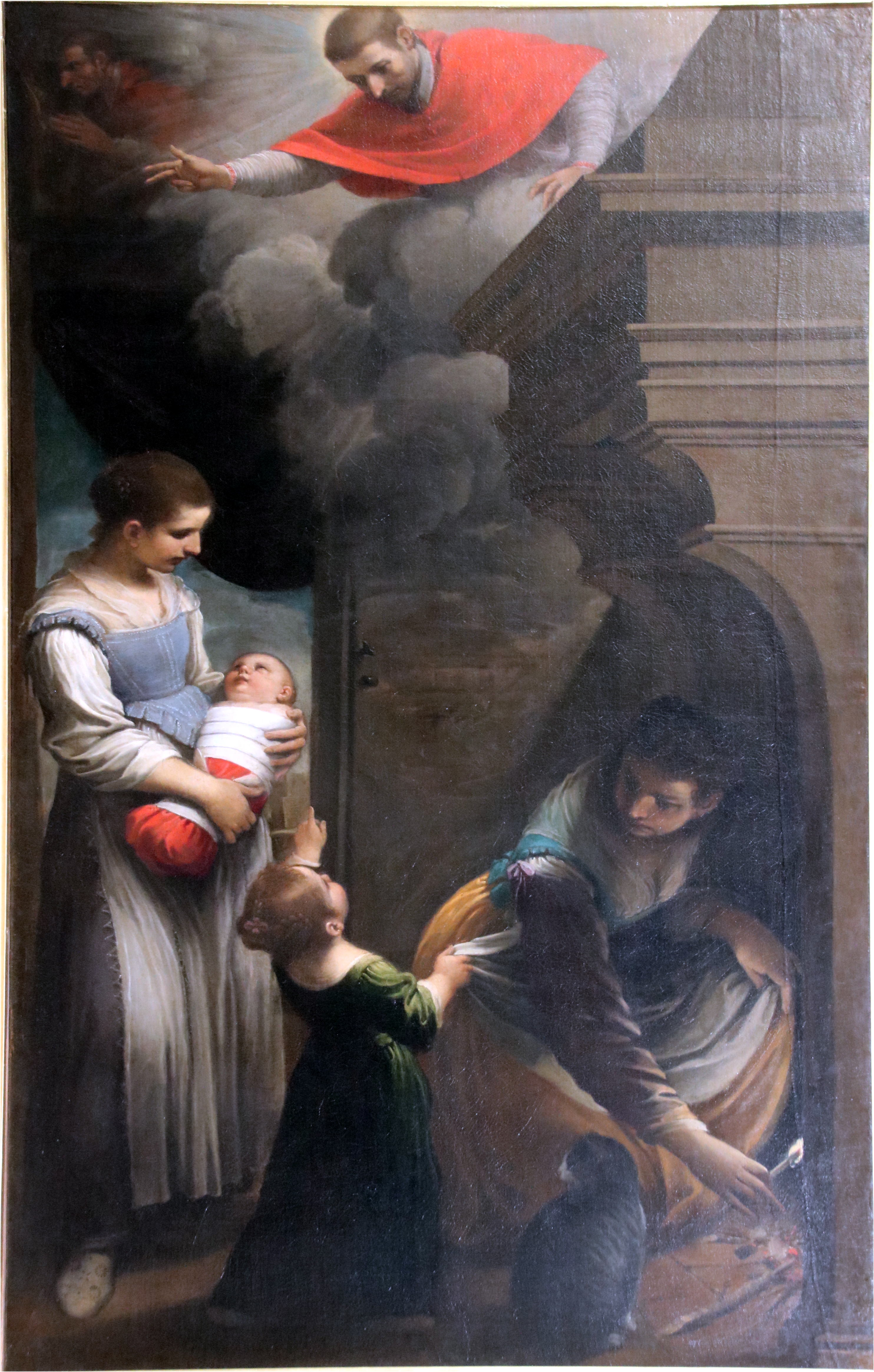
Il quadro del Guercino intitolato Miracolo di san Carlo Borromeo, esposto nella Chiesa di san Sebastiano, a Renazzo.

Il nome Renazzo deriva, come quello di altre frazioni centesi, dal fiume Reno, che nel medioevo passava a ovest di Cento ed esondava le sue acque nel territorio dell'attuale Renazzo, per poi sfociare con uno dei suoi rami nel Panaro più a nord, tra Casumaro e Finale Emilia.
Nel XIV secolo il territorio che comprendeva l'attuale Renazzo e "XII Morelli" era chiamato "Malafitto", e così come gli altri territori centesi vennero concessi dalla partecipanza agraria di Cento e Pieve di Cento in enfiteusi agli abitanti del luogo, per l'opera di bonifica. 
Dopo la separazione tra Cento e Pieve di Cento avvenuta con bolla vescovile nel 1376, nel 1460 il cardinale Filippo Calandrini diede il via libera alla richiesta di vendita del territorio di Malafitto, in quanto improduttivo. Le terre vennero così spartite tra il vescovo Ottaviano II Ubaldini, Cento e Pieve di Cento. Lo sviluppo demografico di Renazzo si ebbe dopo il 1400; all'epoca era presente solo un oratorio, dedicato a san Giacomo, tuttavia nel 1489, vista la crescita dell'insediamento e la conseguente necessità di ricevere i sacramenti da parte della gente del luogo, venne costruita la chiesa, dedicata a san Sebastiano, ristrutturata poi nel 1745 e definitivamente consacrata nel 1819.
Nel 1630 la peste arrivò anche a Renazzo, causando oltre 200 morti, ma ciò nonostante, la popolazione di Renazzo continuò ad aumentare, arrivando a 2 638 abitanti nel 1676. Dopo essere stata possedimento dello Stato Pontificio fino al 1859, dopo una votazione tra gli abitanti Renazzo divenne parte del Regno di Sardegna, che diverrà nel 1861 Regno d'Italia.
Renazzo è anche il paese che ha dato i natali a Ferruccio Lamborghini noto imprenditore e creatore del marchio automobilistico Lamborghini

## Monumenti e luoghi d'interesse

### Architetture religiose
- Chiesa di San Sebastiano, le cui origini risalgono al XV secolo, è rimasta inagibile dopo il terremoto dell'Emilia del 2012, a causa dei danni per le scosse del 20 e 29 maggio.[6] Dopo lunghi lavori di restauro, la chiesa è stata riaperta al culto nel settembre del 2018.[7]
- Oratorio del Carmine

## Onorificenze
L'asteroide (113626) Centorenazzo

## Meteorite

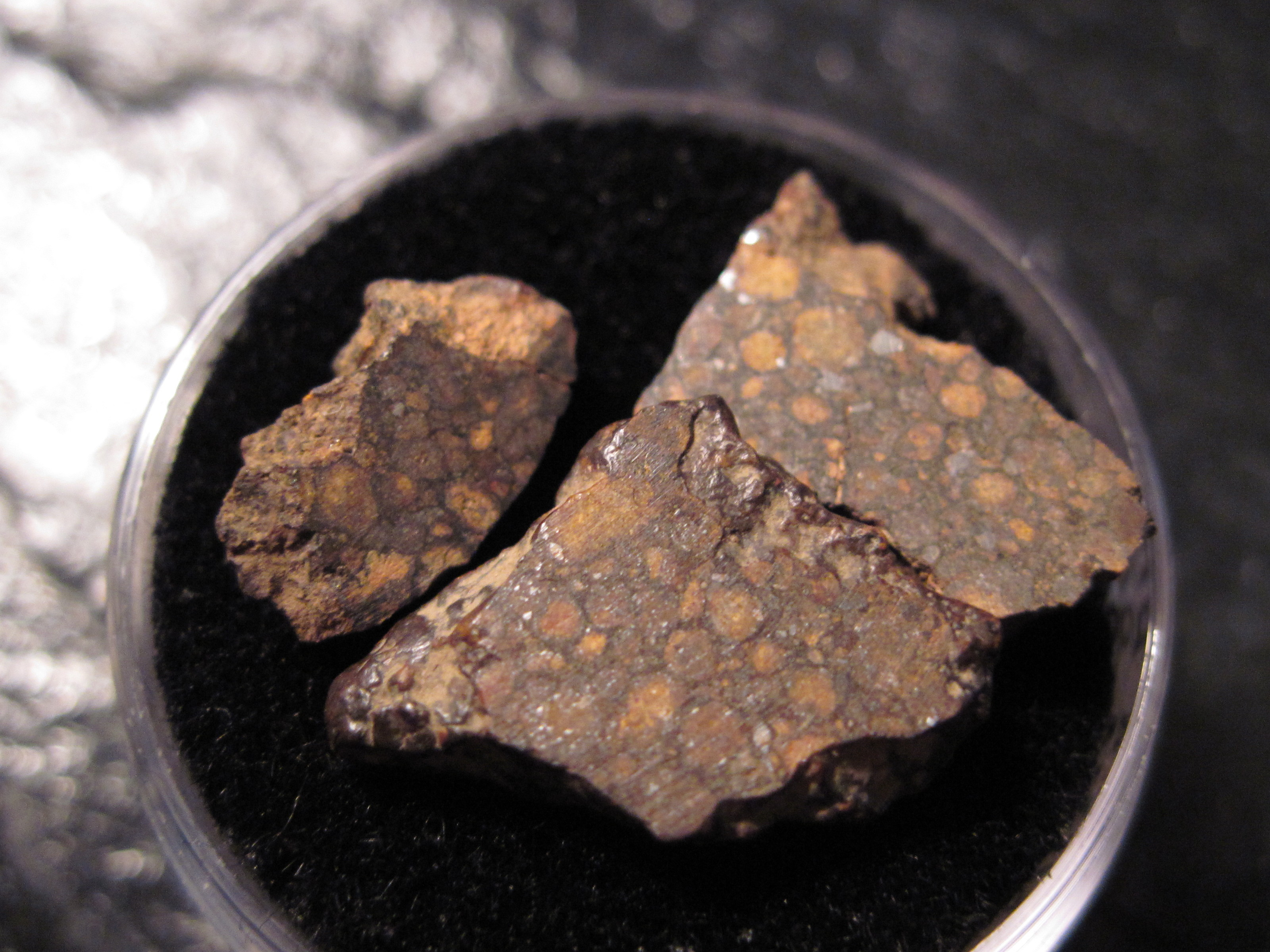
Frammenti del meteorite caduto su Renazzo nel 1824.

Nel gennaio del 1824, avvenne anche un raro evento naturale: un meteorite, di natura piuttosto singolare, cadde su Renazzo; costituito da condriti carbonacee, furono recuperati tre frammenti (il più grande del peso di 1 kg), ora conservati all'Università di Bologna.
I due frammenti principali furono recuperati nel podere di Gallerani a nord della chiesa di San Sebastiano (44°46’01" N - 11°17’46" E) come citato sul Meteoritical Bulletin.
Nelle vicinanze del campanile della chiesa di San Sebastiano, è stato installato un pilastrino commemorativo di acciaio e vetro in occasione dell'anniversario dei 200 anni della caduta del meteorite.